# Jankovo Selište
Jankovo Selište is een plaats in de gemeente Generalski Stol in de Kroatische provincie Karlovac. De plaats telt 102 inwoners (2001).